# Хідзіката Хісамото
Хідзіката Хісамото (яп. 土方久元, ひじかたひさも; 23 листопада 1833 — 4 листопада 1918) — японський політичний і державний діяч, військовик. Член Монархічної партії Тоси, наближений Сандзьо Санетомі, учасник реставрації Мейдзі. Міністр сільського господарства і торгівлі (1887), міністр Імператорського Двору (1887—1889). Член Сенату, Імператорської ради та Таємної ради. Граф. Псевдонім — Сіндзан.

## Біографія
Хідзіката Хісамото народився 23 листопада 1833 року в південнояпонському уділі Тоса-хан, в самурайській родині. 1857 року він вирушив до Едо, де вивчав неоконфуціанство під наставництвом Охасі Тоцуана. Під час навчання Хісамото зацікавився громадським рухом «Шануймо Імператора, геть варварів!» і після повернення на батьківщину став членом радикальної антисьоґунатської організації Монархістська партія Тоси. 1863 року, за наказом уділу, він вирушив до Кіото, де завів зв'язки із опозиціонерами із Тьосю-хану та столичними аристократами під проводом Сандзьо Санетомі.
Після інциденту Бункю 1863 року Хісамото був змушений тікати разом із Сандзьо Санетомі до Тьосю-хану. Під час першої каральної експедиції сьоґунату в Тьосю 1864 року, він супроводжував аристократа до Кюсю. У вигнанні Хісамото підтримував контакти із земляками Сакамотою Рьомою, Накаокою Сінтаро та Танакою Міцуакі. Він сприяв укладанню таємного сацумсько-тьоського союзу з метою повалення сьоґунату і відновлення прямого Імператорського правління. Розповідь про свої пригоди до 1869 року майбутній міністр виклав у щоденнику «Записки про переворот».
У зв'язку з реставрацією Мейдзі 1868 року Хісамото поступив на службу до нового Імператорського уряду. Початково він виконував обов'язки помічника голови Токійської префектури та упорядника Токійського гарнізону. Згодом Хісамото займав посади молодшого заступника міністра Імператорського двору, старшого заступника міністра внутрішніх справ, секретаря Великої державної ради, члена Імператорської ради та Сенату. Він служив переважно при Імператорському дворі, тому спільно із Мотодрю Наґасане та Сасакі Такаюкі виступав за розширення повноважень Імператора й представляв консервативні кола двірцевої фракції в японському уряді. 1884 року за заслуги перед троном Хісамото був нагороджений титулом віконта й прирівняний до стану титулованої шляхти кадзоку.
26 липня 1887 року Хісамото увійшов до складу першого кабінету Іто Хіробумі. Він отримав портфель міністра сільського господарства і торгівлі. Згодом він зайняв посаду міністра Імператорського двору, яку утримував до 1898 року.
1888 року, протягом свого перебування на посаді, Хісамото увійшов до складу Таємної ради Японії, що займалася складанням нової Конституції. На нарадах цієї ради він неодноразово вступав у суперечки з центристами на чолі з Іто Хіробумі, які намагалися внести до проекту основного закону обмеження прав Імператора за західним зразком. Після проголошення конституції Хісамото брав участь у церемоніях проголошення Великим сином Імператора принца Йосіхіто та відкриття Імперського парламенту.
Під час японсько-китайської війни 1894—1895 років Хісамото був душевною опорою Імператора Мейдзі. За це 1895 року міністр отримав новий титул графа. Трьома роками поспіль Хісамото вийшов у відставку і передав справи Імператорського двору Танаці Міцуакі. Наприкінці життя він займався освітянською роботою, працював головою Інституту вивчення монаршої класики, майбутнього університету Кокуґакуїн, та сприяв зростанню авторитету Імператора серед простих громадян. Після кончини Імператора Мейдзі, Хісамото зайнявся складанням його біографію «Записи правління Імператора Мейдзі»
Хідзіката Хісамото помер 4 листопада 1918 року в Токіо, у віці 86 років. Поховали його на цвинтарі Сомеї, в районі Тосіма, Токіо.